# John Evelyn
John Evelyn, född 31 oktober 1620 i Wotton, Surrey, död 27 februari 1706 i London, var en engelsk gentleman, författare, trädgårdsmästare och översättare, som var en av grundarna av Royal Society. Idag är han mest känd för sin dagbok förd 1637–1705.

## Liv och gärningar
Evelyn var en välbeställd medlem av landed gentry, som kunde ägna sitt liv åt skriftställeri, trädgårdskonst och vetenskapligt dilletanteri. Liksom sin far betackade han sig för att bli riddarslagen och övertalade kungen att inte utnämnda honom till fredsdomare. Under två krig gjorde han dock förtjänstfulla insatser som kommissarie för sårade och sjuka sjömän. Han var också ledamot av deputationen för kolonier och handel under dess korta existens samt av lordsigillbevararkollegiet.
Evelyn tog ingen framstående del i de märkliga händelser han upplevde, men förde ändå från 1641 en dagbok, som utgör en viktig källa för samtidens engelska historia, såsom den tedde sig för en trogen men moderat anhängare av kungamakten och en ivrig vän av den engelska episkopalkyrkan. Hans dagbok utgavs första gången 1818, senare bland annat i tre volymer 1906. En fullständig utgåva i sex volumer kom 1955.